# Forces armées tchèques
L'armée de la République tchèque (Armáda České republiky, AČR), également connue sous le nom d'armée tchèque ou de forces armées tchèques, est le service militaire chargé de la défense de la Tchéquie conformément aux obligations internationales et aux traités de défense collective. Elle doit également soutenir les opérations de maintien de la paix, de sauvetage et humanitaires, tant sur le territoire national qu'à l'étranger. Les forces armées sont composées de l'état-major général, des forces terrestres, de la force aérienne et des unités de soutien.

## Historique
L'armée actuelle tire ses origines de l’armée populaire tchécoslovaque, membre du pacte de Varsovie à partir de 1955, qui s'est scindée en deux lors de la dissolution de la Tchécoslovaquie le 31 décembre 1992. Celle-ci comprenait 200 000 hommes en 1989 et son matériel a été cédé aux 2/3 à la nouvelle république tchèque, le dernier tiers allant à la Slovaquie. L’armée de la Tchéquie intègre l’Organisation du traité de l'Atlantique nord le 12 mars 1999.
En 2004, l'armée tchèque se transforme en une organisation entièrement professionnelle et la conscription est abolie.
À la suite de la crise économique de 2008-2009, 4 500 postes seront supprimés à partir de 2010.
Elle est forte de 22 261 soldats et 8 303 civils en 2011.
En juillet 2017, alors qu'elle comporte 23 000 membres, on annonce qu'elle sera portée à 30 000 vers 2022 ou 2024.
L'armée s'appuie aussi sur la tradition des légionnaires tchécoslovaques.

## Dépenses
- Budget : 2,84 milliards de dollars (2008)
- Part du PIB : 1,35 % en 2008, 1,43 % en 2009, 1,29 % en 2010, 1,15 % en 2011[3], 1 % en 2017, devrait être à 1,4 % du PIB d’ici 2020.

## Organigramme

Organigramme en 2017 (cliquer pour agrandir)

## Commandement
| Identité                       | Période           | Période          | Durée                      |
| Identité                       | Début             | Fin              | Durée                      |
| ------------------------------ | ----------------- | ---------------- | -------------------------- |
| Karel Pezl (d) (1927 - 2022)   | 1er janvier 1993  | 30 juin 1993     | 5 mois et 29 jours         |
| Jiří Šedivý (en) (né en 1953)  | 1er mai 1998      | 30 novembre 2002 | 4 ans, 6 mois et 29 jours  |
| Pavel Štefka (d) (né en 1954)  | 1er décembre 2002 | 28 février 2007  | 4 ans, 2 mois et 27 jours  |
| Vlastimil Picek (né en 1956)   | 1er mars 2007     | 30 juin 2012     | 5 ans, 3 mois et 29 jours  |
| Petr Pavel (né en 1961)        | 1er juillet 2012  | 30 avril 2015    | 2 ans, 9 mois et 29 jours  |
| Josef Bečvář (en) (né en 1958) | 1er mai 2015      | 30 avril 2018    | 2 ans, 11 mois et 29 jours |
| Aleš Opata (en) (né en 1964)   | 1er mai 2018      | 1er juillet 2022 | 4 ans et 2 mois            |
| Karel Řehka (en) (né en 1975)  | 1er juillet 2022  |                  |                            |

## Équipement

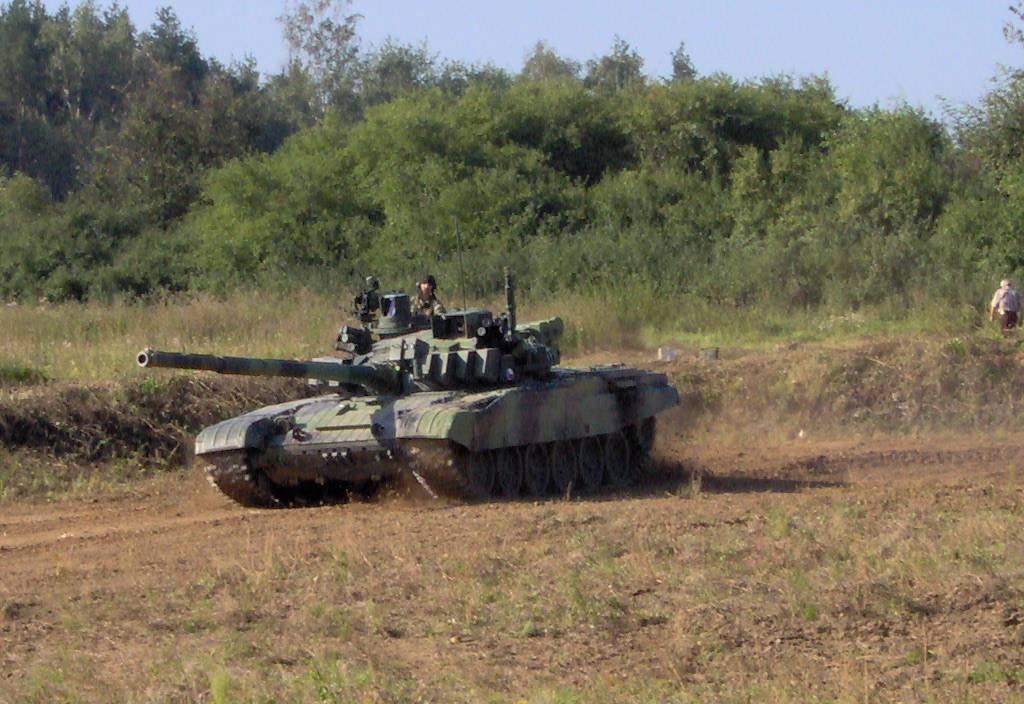
Char T-72M4CZ des forces terrestres tchèque en 2005.

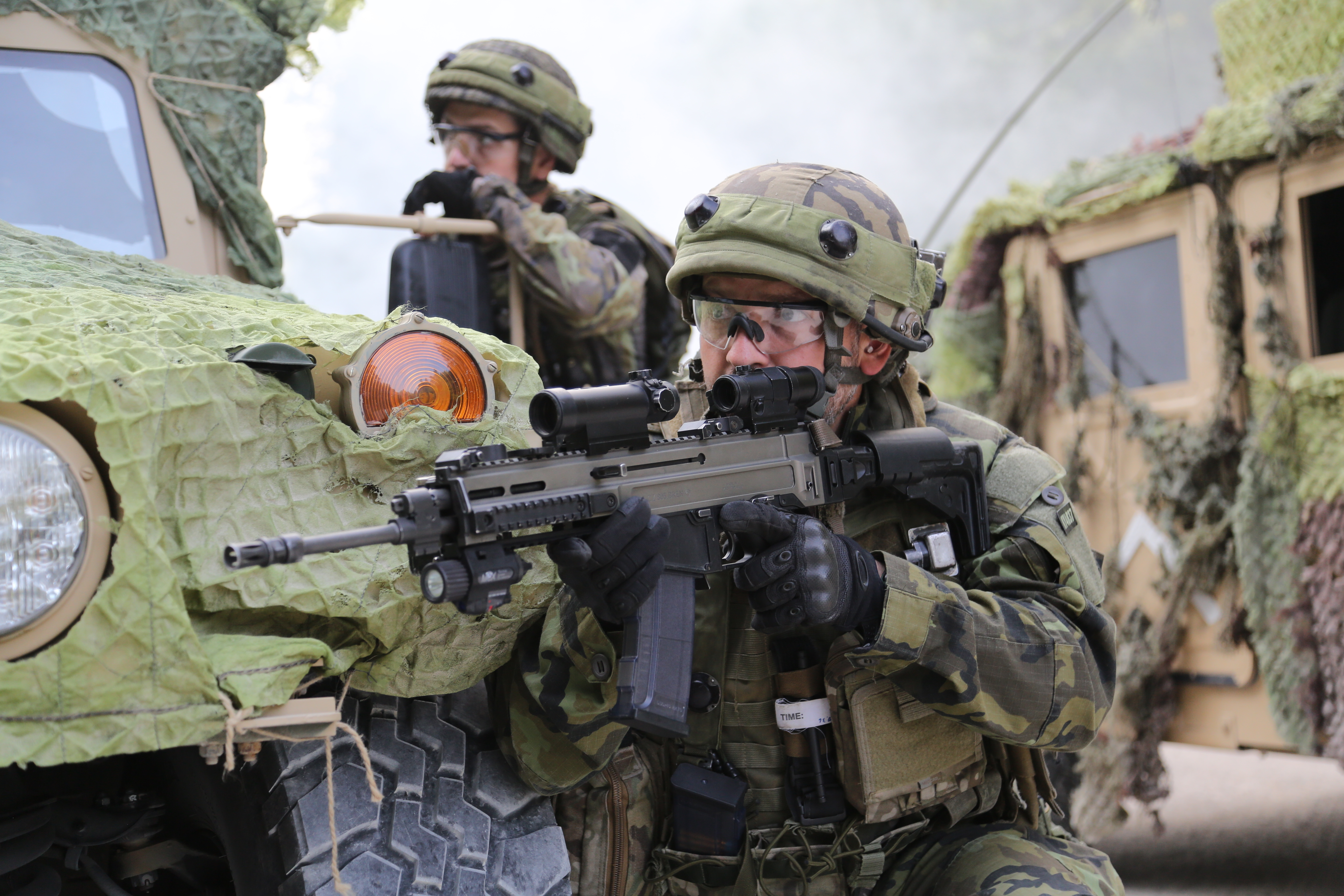
Fantassins du 4e bataillon motorisé de la 7e brigade motorisée en 2015 armés de CZ-805 BREN.

Parc à la fin des années 2010 :
| Équipement                                                          | Origine                          | Quantité                   | Type                                    | Remarques |               |
| Armes légères                                                       | Armes légères                    | Armes légères              | Armes légères                           | Armes légères | Armes légères |
| ------------------------------------------------------------------- | -------------------------------- | -------------------------- | --------------------------------------- | --- | ------------- |
| CZ 75                                                               | Tchéquie                         |                            | pistolet                                | |               |
| CZ P-10 C                                                           | Tchéquie                         | 21 000+                    | pistolet                                | Les forces spéciales déployées en Afghanistan utilisèrent des Glock 17. |               |
| Sa Vz 58                                                            | Tchécoslovaquie                  |                            | fusil d'assaut                          | En cours de retrait depuis 2011. |               |
| CZ 805 Bren                                                         | Tchéquie                         |                            | fusil d'assaut                          | Le fusil d'assaut CZ-805 BREN remplace depuis 2011 le Sa Vz 58. |               |
| CZ Bren 2                                                           | Tchéquie                         |                            | fusil d'assaut                          | Le fusil d'assaut CZ BREN 2 remplace le CZ-805 BREN |               |
| Chars d'assaut                                                      |                                  |                            |                                         | |               |
| T-72M4CZ                                                            | Tchéquie                         | 30                         | Char d'assaut                           | |               |
| T-72M1                                                              | Union soviétique Tchécoslovaquie | 51                         | Char d'assaut                           | 83 stockés en vue d'être vendus début 2014. Une partie donnée à l'Ukraine en 2022. 15 chars Leopard 2A4 transférés par l'armée allemande et négociations pour 50 Leopard 2A7+ pour les remplacer a cette date. |               |
| Leopard 2A4                                                         | Allemagne                        | 1+13                       | Char d'assaut                           | |               |
| Véhicule de combat d'infanterie et véhicule de transport de troupes |                                  |                            |                                         | |               |
| BVP-2                                                               | Union soviétique Tchécoslovaquie | 174                        | Véhicule de combat d'infanterie         | En 2022, il est prévu qu'ils soient remplacés par 210 Combat Vehicle 90 d'ici la fin des années 2020. |               |
| BVP-1                                                               | Union soviétique Tchécoslovaquie | 207                        | Véhicule de combat d'infanterie         | |               |
| BPzV                                                                | Tchécoslovaquie                  | 76                         | Véhicule de reconnaissance              | |               |
| OT-90 (pl)                                                          | Tchécoslovaquie                  | 17                         | Véhicule de transport de troupes        | En cours de réforme |               |
| OT-64                                                               | Tchécoslovaquie Pologne          | 5                          | Véhicule pour évacuer les blessés       | En cours de réforme |               |
| Pandur II                                                           | Autriche Tchéquie                | 127                        | Véhicule de transport de troupes        | |               |
| Titus                                                               | France Tchéquie                  | 0+62                       | Véhicule de transport de troupes        | Commandés en 2017. Livraison en cours depuis 2023. |               |
| Artillerie                                                          |                                  |                            |                                         | |               |
| Canon automoteur DANA                                               | Tchécoslovaquie                  | 89                         | Canon automoteur                        | Une partie donné à l'Ukraine en 2022. 52 exemplaires CAESAr en version 8 × 8 sur un châssis Tatra sont commandés mi-2020 puis 10 autres le 15 décembre 2022, les livraisons sont prévues entre 2022 et 2026.   |               |
| CAESAR 8x8                                                          | France                           | 0+62                       | Canon automoteur                        | |               |
| M1982 PRAM-L 120mm                                                  | Tchécoslovaquie                  | 85                         | Mortier                                 | |               |
| SPM-85 PRAM-S 120mm                                                 | Tchécoslovaquie                  | 8                          | Mortier                                 | |               |
| ARTHUR Artillery Tracking Radar                                     | Suède                            | 82                         | Artillerie tracking radar               | |               |
| Autres véhicules                                                    |                                  |                            |                                         | |               |
| Land Rover Defender                                                 | Royaume-Uni                      | 114                        | Véhicule léger                          | |               |
| Land Rover Defender 130 Kajman                                      | Royaume-Uni                      | 79                         | Véhicule léger                          | |               |
| Tatra T810                                                          | Tchéquie                         | 588                        | Camion militaire                        | L'armée tchèque utilise en 2019 au total plus de 3 000 véhicules de la marque Tatra. |               |
| Tatra T815                                                          | Tchécoslovaquie Tchéquie         | 2000+                      | Camion militaire                        | (4x4, 6x6, 8x8, 10x10 versions) |               |
| Dingo 2                                                             | Allemagne                        | 19                         | Camion militaire                        | |               |
| Iveco VTLM Lince                                                    | Italie                           | 200+                       | Jeep tout-terrain                       | |               |
| Système de défense aérienne                                         |                                  |                            |                                         | |               |
| 2K12 Kub-M2                                                         | Union soviétique                 | 4 Batteries                | Missile sol-air                         | |               |
| RBS 70                                                              | Suède                            | 32 lanceurs, 300+ missiles | Missile sol-air                         | Doit remplacé les 9K35 Strela, livraison entre 2018 et 2025 |               |
| Avions et hélicoptères de combat                                    |                                  |                            |                                         | |               |
| JAS 39 Gripen                                                       | Suède                            | 14                         | Avion multirôle                         | |               |
| Aero L 159 ALCA                                                     | Tchéquie                         | 24                         | Avion d'attaque au sol                  | |               |
| Mil Mi-35                                                           | Union soviétique Russie          | 13                         | Hélicoptère d'attaque                   | |               |
| AH-1Z Viper                                                         | États-Unis                       | 0+10                       | Hélicoptère d'attaque                   | |               |
| Avions et hélicoptères de soutien                                   |                                  |                            |                                         | |               |
| PZL W-3 Sokół                                                       | Pologne                          | 10                         | Hélicoptère polyvalent                  | |               |
| UH-1Y Venom                                                         | États-Unis                       | 0+10                       | Hélicoptère de transport et d'attaque   | |               |
| Mil Mi-17                                                           | Union soviétique                 | 5                          | Hélicoptère de transport                | |               |
| Mil Mi-171Sh                                                        | Russie                           | 15                         | Hélicoptère de transport et d'attaque   | |               |
| CASA C-295M/MW                                                      | Espagne                          | 6                          | Avion de transport                      | |               |
| Let L-410 Turbolet                                                  | Tchéquie                         | 42                         | Avion de transportAvion de surveillance | |               |
| Avions et hélicoptères d'entraînement                               |                                  |                            |                                         | |               |
| Aero L-39 Albatros                                                  | Tchécoslovaquie                  | 7                          | Avion d'entraînement                    | |               |
| Zlín Z-42                                                           | Tchécoslovaquie                  | 8                          | Avion d'entraînement                    | |               |
| Evektor SportStar Ev-97                                             | Tchéquie                         | 1                          | Avion d'entraînement                    | |               |
| PZL Mi-2 Hoplite                                                    | Pologne                          | 5                          | Hélicoptère d'entraînement              | |               |
| Transport VIP                                                       |                                  |                            |                                         | |               |
| Airbus A319CJW                                                      | France                           | 2                          |                                         | |               |

## Déploiements
En tant que membre de l'OTAN, de l'ONU et de l'UE, la Tchéquie participe à plusieurs missions internationales. Depuis 1990, elle a envoyé 13 500 soldats participer à différentes missions de maintien de la paix à travers le monde. Elle a ainsi déployé jusqu'à 1 100 soldats au sein de l'UNCRO en Croatie. Voici la liste des effectifs déployés dans le monde à la date du 26 septembre 2011 :
- Kosovo : 97 soldats au sein de la KFOR et 1 observateur militaire au sein de la MINUK ;
- Irak : 96 soldats retirés ;
- Bosnie-Herzégovine : 65 soldats (retirés en juin 2008[23]). Il ne reste plus que deux militaires au sein de la mission Althea de l'EUFOR ;
- Afghanistan : 622 soldats au sein de la FIAS auxquels s'ajoutent 8 policiers de l'EUPOL et 1 observateur militaire au sein de la MANUA ;
- République démocratique du Congo : 3 observateurs militaires au sein de la MONUSCO ;
- Géorgie : 14 observateurs militaires au sein de la mission européenne en Géorgie ;
- Égypte : 3 observateurs militaires au sein de la FMO.